# 農林水產省
農林水產省（日语：／ Nōrin Suisan shō */?），簡稱農水省，是日本行政機關之一。
其任務為「確保食品供給穩定、發展農林水產業、促進農林漁業者福利、振興農山漁村及中山間地域等、發揮農業的多方面機能、森林保護及促進森林生產力、適當保護及管理水產資源」（農林水產省設置法第3條）。

## 概要
農林水產省是依據國家行政組織法第3條第2項及農林水產省設置法第2條第1項所設置的國家行政機關。農林水產省設置法規定「農林水產省任務為確保食品供給穩定、發展農林水產業、促進農林漁業者福利、振興農山漁村及中山間地域等、發揮農業的多方面機能、森林保護及促進森林生產力、適當保護及管理水產資源」（第3條）。除了管轄農業、畜牧業、林業、水產業等，也涵蓋食品安全與食品穩定供給、農村振興等領域。廣義上的糧食安全由農水省消費·安全局管理，而狹義上的「食品」安全則由厚生勞動省（醫藥食品局）管理。農林水產省也是競馬的監督官廳。
首長為農林水產大臣，內部部局有大臣官房、消費·安全局、食料產業局、生產局、經營局及農村振興局，並設有政策統括官。審議會等則有農業資材審議會、食料·農業·農村政策審議會、獸醫事審議會、農林漁業保險審查會及農林物資規格調查會。設施等機關有植物防疫所、動物檢疫所、那霸植物防疫事務所、動物醫藥品檢査所、農林水產研修所及農林水產政策研究所。特別機關有農林水產技術會議。地方支分部局將沖繩以外的日本全國分為七個地方農政局與北海道農政事務所。
本省設置當初稱為農林省（のうりんしょう），但在200海里水域問題等讓日本政府開始重視水產行政的重要性後，於1978年7月5日改為現名。

## 歷史
- 1881年4月7日：設置農商務省。
- 1925年4月1日：農商務省分割為農林省（第1次）與商工省（第1次）。
- 1943年11月1日：廢除農林省（第1次）並繼承商工省部分事務改設農商省。同時廢除商工省，改設軍需省。
- 1945年8月26日：農商省改名為農林省（第2次），軍需省改名為商工省（第2次）。

外局的馬政局因農林省設置畜產局馬產課而廢除。
- 1948年7月1日：設置水產廳。
- 1949年6月1日：依據農林省官制（昭和18年勅令第821號）等法令設置的農林省廢除，改依農林省設置法（昭和24年法律第153號）設置農林省。下設食糧廳與林野廳。
- 1978年7月5日：農林省更名為農林水產省。
- 2001年1月6日：中央省廳再編，依據農林水產省設置法（昭和24年法律第153號）設置的農林水產省廢除，改依農林水產省設置法（平成11年法律第98號）設置農林水產省。過去的1官房5局（經濟局、構造改善局、農產園藝局、畜產局及食品流通局）重組為1官房4局（綜合食料局、生產局、經營局及農村振興局）。
- 2003年7月1日：廢除食糧廳。新設消費·安全局。
- 2011年9月1日：廢除綜合食料局，新設食料產業局。[3][4]

## 所掌事務
為了達成上述農林水產省設置法第3條之任務，農林水產省設置法第4條列述總共87項的事務。具體事務如下。

| - 確保食品安定供給之相關政策（第1號） - 與農林水產業相關的國土綜合開發和國土調查（第2號） - 推動農林水產業者的合作組織（第3號） - 保護與所掌事務有關的一般消費者利益（第4號） - 日本農林規格及農林物資品質相關標示基準（第5號） - 食飲品及油脂（第6號） - 批發市場的整備及中央批發市場的監督（第7號） - 監督農林水產物市場的交易及商品投資（第8號） - 發展、改善及調整食品產業（第9號） - 有效利用食品產業資源（第10號） - 農林水產品的輸出入及關稅與國際協定（第11號） - 農畜產物（第12號） - 農林水產食品的生產過程事務（第14號） - 農作物種植體系合理化（第15號） - 農林水產植物的品種登錄（第16號） - 家畜改良、增殖及交易（第17號） - 農地土壤改良、汚染防止及去除（第18號） - 草地整備（第19號） - 病蟲害防治、家畜衛生及輸出入動植物與畜產物的檢疫（第20號） - 獸醫及動物醫療（第21號） - 肥料、農機具、農藥、飼料等農畜產業專用物品（第22號） - 推動農業機械化（第23號） - 中央競馬及地方競馬的監督及援助（第24號） - 農業經營的改善及穩定（第25號） - 農業從事者的保障（第26號） - 農業勞動（第27號） | - 農業技術改良、發展及農林漁業從事者的生活相關知識普及交換（第28號） - 農地制度（第29號） - 農地權轉移等農地關係調整（第30號） - 改善農業結構（第31號） - 農業者年金（第32號） - 農業災害補償、森林保險並漁船損害等補償、漁船乘組員薪資保險及漁業災害補償（第33號） - 農林水產業及食品產業之金融（第34號） - 株式會社日本政策金融公庫、農林中央金庫、農業信用基金協會、漁業信用基金協會及農水產業協同組合貯金保險機構（第35號） - 農住組合（第37號） - 振興農山漁村及中山間地域等（第38號） - 豪雪地帶的雪害防治及振興（第39號） - 農業振興地域整備計畫（第40號） - 協助彌補農業生產條件劣勢（第41號） - 確保土地、水等資源在農業上的使用（第42號） - 農地轉用（第43號） - 農業水利（第44號） - 交流分享（第45號） - 土地改良事業（第46號） - 農地保全相關的海岸管理（第47號） - 農地保全相關的山崩及煤渣山崩壊防治（第48號） - 農山漁村與都市的交流（第49號） - 推動市民農園整備（第50號） - 主要食糧供需調整（第51號） - 主要食糧輸入相關的納付金徵收（第52號） - 主要食糧價格（第53號） - 輸入飼料流通（第54號） - 依農產物檢査法規定對農產品的檢查（第55號） | - 森林資源（第56號） - 造林及治水、林道開設（第57號） - 森林經營監督及援助（第58號） - 保安林（第59號） - 森林病蟲害的驅除及預防（第60號） - 林野保全相關的山崩及煤渣山崩壊防治（第61號） - 推動國土綠化（第62號） - 木材等林產物及加工炭（第63號） - 林業經營（第64號） - 林業技術改良、發展、普及交流與林業、木材產業改善資金（第65號） - 林業架構改善（第66號） - 國有林野管理經營（第67號） - 水產資源的保存及管理（第68號） - 漁業指導及監督（第69號） - 外國人漁業及水產動植物的採捕規範（第70號） - 遠洋漁業及近海漁業的漁場（第71號） - 沿岸漁業相關漁場保全及持續性養殖生產（第72號） - 栽培漁業（第73號） - 遊漁船業（第74號） - 水產物（第75號） - 水產業專用物品及冰（第76號） - 水產業經營（第77號） - 水產技術改良、發展、普及交流與沿岸漁業改善資金（第78號） - 獨立行政法人北方領土問題對策協會資金貸款（第79號） - 沿岸漁業架構改善（第80號） - 漁船建造、登錄及檢查（第81號） - 漁港（第82號） - 漁港區域相關之海岸管理（第83號） - 農林水產業相關之保護增殖事業（第84號） |

## 組織

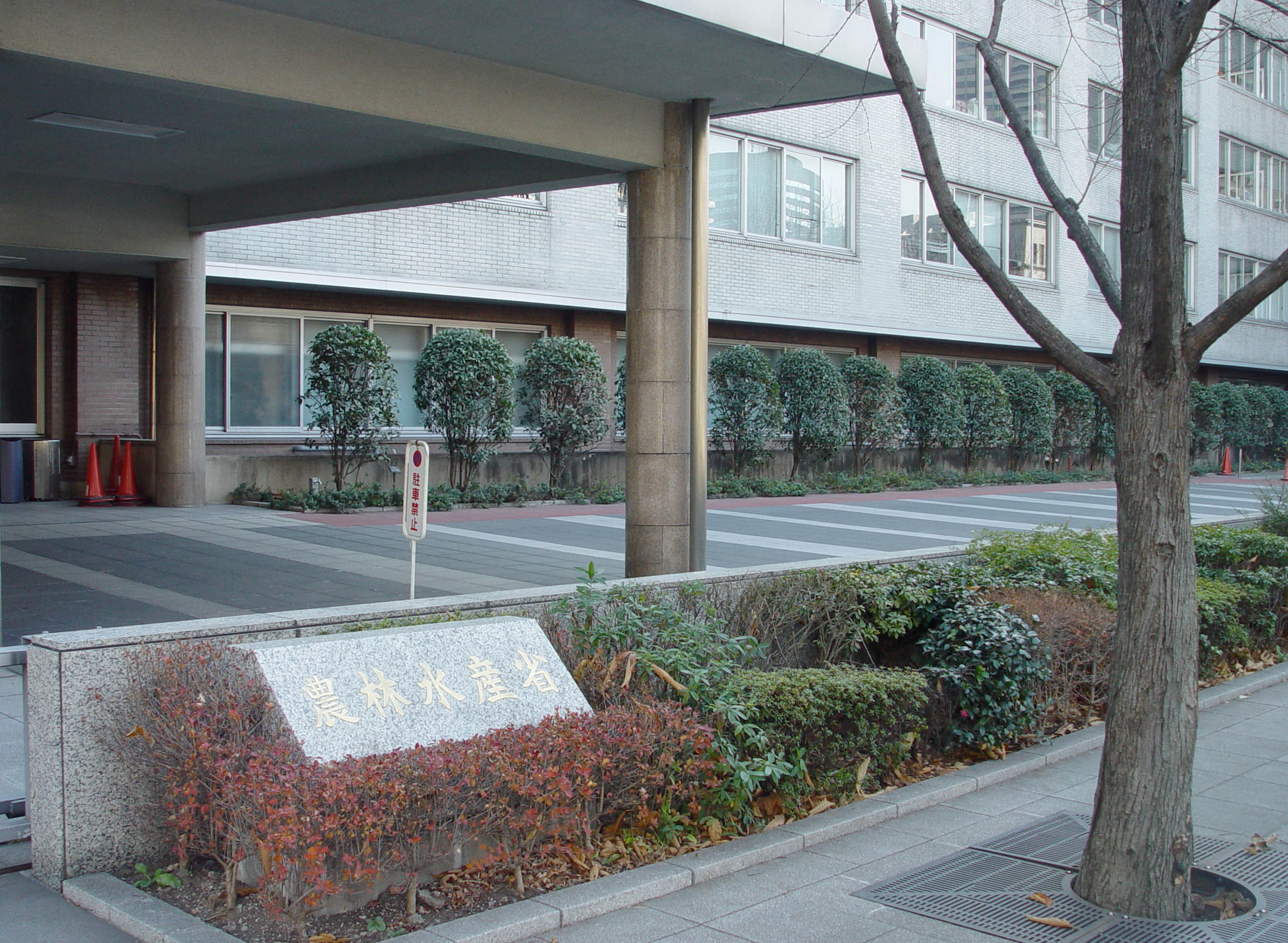
農林水產省廳舍正面

農林水產省內部組織由法律的農林水產省設置法、政令的農林水產省組織令及省令的農林水產省組織規則分層規定。

### 幹部
- 農林水產大臣（法律第2条第2項）
- 農林水產副大臣（2人）（國家行政組織法第16條）
- 農林水產大臣政務官（日语：農林水産大臣政務官）（2人）（國家行政組織法第17條）
- 農林水產大臣補佐官（1人、非必要） （ㄒ家行政組織法第17條之2）
- 農林水產事務次官（國家行政組織法第18條）
- 農林水產審議官（日语：農林水産審議官）（法律第5條）
- 農林水產大臣秘書官（日语：秘書官）

### 內部部局
- 大臣官房
  - 秘書課
  - 文書課
  - 預算課
  - 政策課
  - 廣報評價課
  - 地方課
  - 國際部
    - 國際政策課
    - 國際經濟課
    - 國際地域課

  - 統計部
    - 管理課
    - 經營·構造統計課
    - 生產流通消費統計課

  - 檢查·監察部
    - 調整·監察課
    - 檢查課

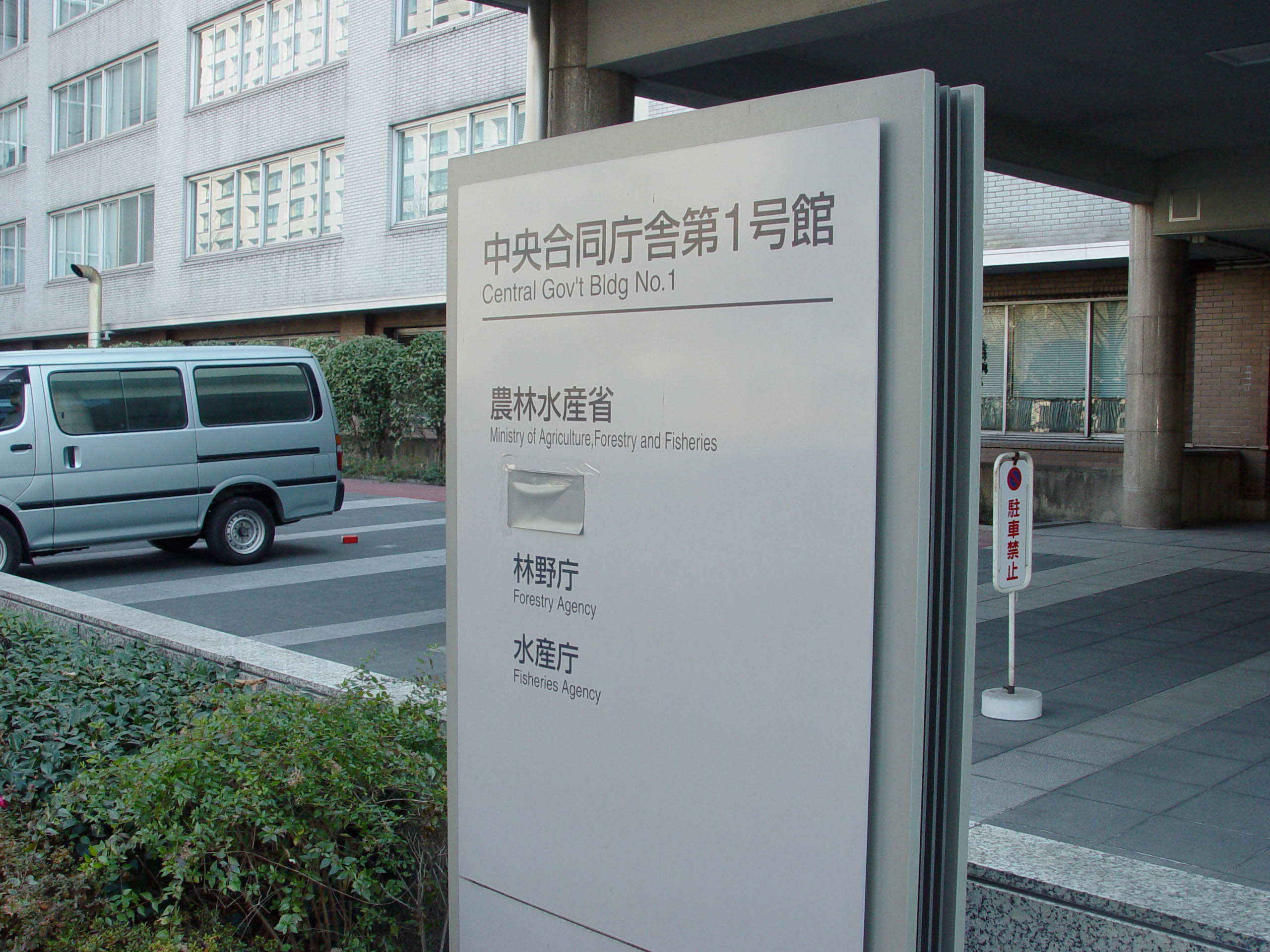
農林水產省廳舍（中央合同廳舍第1號館）

- 消費·安全局：食品相關的消費者保護、農林水產物生產過程的危機管理。
  - 總務課
  - 消費者行政課
  - 食品安全政策課
  - 農產安全管理課
  - 畜水產安全管理課
  - 植物防疫課
  - 動物衛生課

- 食料產業局：農山漁村、農林漁業的六次產業化等。
  - 總務課
  - 企劃課
  - 食文化·市場開拓課
  - 輸出促進課
  - 產業連携課
  - 智慧財產課
  - 生物質能循環資源課
  - 食品流通課
  - 食品製造課

- 生產局：農畜産物的生產管理。
  - 總務課
  - 園藝作物課
  - 地域對策官
  - 技術普及課
  - 農業環境對策課
  - 畜產部
    - 畜產企劃課
    - 畜產振興課
    - 飼料課
    - 牛乳乳製品課
    - 食肉雞卵課
    - 競馬監督課

- 經營局：農業經營安定化、農協、農業構造改善、農業者年金等。
  - 總務課
  - 經營政策課
  - 農地政策課
  - 就農·女性課
  - 協同組織課
  - 金融調整課
  - 保險課
  - 保險監理官

- 農村振興局：農山漁村及都市農業振興、確保農村景觀與土地、水的農業利用、都市農村間的交流（綠色旅遊）、農業相關資本改善等。
  - 總務課
  - 農村政策部
    - 農村計畫課
    - 地域振興課
    - 都市農村交流課
    - 鳥獸對策·農村環境課

  - 整備部
    - 設計課
    - 土地改良企劃課
    - 水資源課
    - 農地資源課
    - 地域整備課
    - 防災課

- 政策統括官
- 參事官
- 農產部：重要政策的企劃及立案
  - 農產企劃課
  - 穀物課
  - 貿易業務課
  - 地域作物課

### 審議會
- 農業資材審議會（法律第6條第1項）
- 食料、農業、農村政策審議會（食料、農業、農村基本法、法律第6條第2項）
- 獸醫事審議會（獸醫師法（日语：獣医師法）、法律第6條第2項）
- 農林漁業保險審查會（農業災害補償法、法律第6條第2項）
- 農林物資規格調查會（政令第85條）
- 國立研究開發法人審議會（政令第85條）

### 設施等機關
農林水產省的設施等機關分為以下六種。
- 植物防疫所（日语：植物防疫所）（法律第8條第1項）
  - 支所、出張所（法律第9條第2項）
  - 橫濱植物防疫所（省令第65條）
  - 名古屋植物防疫所（省令第65條）
  - 神戶植物防疫所（省令第65條）
  - 門司植物防疫所（省令第65條）
- 那霸植物防疫事務所（法律第8條第2項）
- 動物檢疫所（日语：動物検疫所）
  - 支所、出張所（法律第11條第2項）
- 動物醫藥品檢查所（政令第87條）
- 農林水產研修所（政令第87條）
- 農林水產政策研究所（政令第87條）

### 特別機關
- 農林水產技術會議（日语：農林水産技術会議）（法律第12條）
  - 事務局（法律第15條）
  - 研究調整課（技術會議事務局組織規則第1條）
  - 研究企劃課
  - 研究推進課
  - 國際研究官

### 地方支分部局
農林水產省的地方支分部局分為地方農政局與北海道農政事務所。
- 地方農政局（法律第17條）
  - 事務所、事業所（法律第19條）
- 北海道農政事務所（法律第17條）

#### 地方農政局
- 東北農政局（日语：東北農政局）（政令第91條）
- 關東農政局（日语：関東農政局）
- 北陸農政局（日语：北陸農政局）
- 東海農政局（日语：東海農政局）
- 近畿農政局（日语：近畿農政局）
- 中國四國農政局（日语：中国四国農政局）
- 九州農政局（日语：九州農政局）

### 外局
- 林野廳（國家行政組織法第3條第2項、法律第23條）
  - 林政部
  - 森林整備部
  - 國有林野部
  - 林政審議會
  - 森林技術綜合研修所
  - 森林管理局
- 水產廳（國家行政組織法第3條第2項、法律第23條）
  - 漁政部
  - 資源管理部
  - 增殖推進部
  - 漁港漁場整備部
  - 水產政策審議會
  - 廣域漁業調整委員會
  - 漁業調整事務所

## 所管法人
2017年4月1日為止，農林水產省主管之獨立行政法人有農林水產消費安全技術中心、家畜改良中心、農業、食品產業技術綜合研究機構、森林研究、整備機構、水產研究、教育機構、國際農林水產業研究中心、農畜產業振興機構、農業者年金基金及農林漁業信用基金九法人。另外，獨立行政法人水資源機構與厚生勞動省、經濟產業省及國土交通省共管，土木研究所與國土交通省共管，北方領土問題對策協會與內閣府共管。農林水產消費安全技術中心為行政執行法人，職員具有國家公務員身分。
2018年4月1日為止主管之特殊法人為日本中央競馬會。
2018年4月1日為止主管之特別民間法人有農林中央金庫與全國漁業共濟組合聯合會。
主管之認可法人為農水產業協同組合貯金保險機構。
主管之地方共同法人有地方競馬全國協會。
主管之特別法律設立法人有全國土地改良事業團體聯合會及全國食肉業務用卸協同組合聯合會，並與經濟產業省共管日本商品先物取引協會。

## 財政
2018年度（平成30年度）一般會計中的農林水產省所管之歲出預算為2兆1303億5399萬7千日圓。依組織細分為農林水產本省1兆5367億2950萬3千日圓（佔全體約72.1%）、本省檢査指導機關157億7492萬4千日圓（0.1%）、農林水產技術會議661億6677萬9千日圓（3.1%）、地方農政局822億3300萬1千日圓（3.9%）、北海道農政事務所47億4322萬4千日圓（0.2%）、林野廳2858億7798萬8千日圓（13.4%）、水產廳1388億2902萬8千日圓（6.5%）。本省預算主要有農林水產基盤整備事業費4382億8600萬日圓、食料安定供給關係費9924億2738萬2千日圓。
歲入預算合計4349億6981萬8千日圓。大半為雜項收入3999億5089萬8千日圓，其中主要為日本中央競馬會納付金3082億4001萬4千日圓、土地改良事業費負擔金479億6396萬5千日圓。雜項收入以外還有平成25年國有林野事業一般會計移轉產生的立木竹出售收入291億7342萬8千日圓。
農林水產省管理食料安定供給特別會計與國有林野事業債務管理特別會計（林野廳）兩組特別會計。另外，國會、裁判所、會計檢査院、內閣、內閣府、復興廳、總務省、法務省、外務省、財務省、文部科學省、厚生勞動省、農林水產省、經濟產業省、國土交通省、環境省及防衛省共管東日本大震災復興特別會計。

## 職員
2017年8月1日一般職在職人數有2萬387人（其中女性3,173人）。依組織細分為本省が14,882人（其中女性2,536人）、林野廳4,653人（其中女性525人）、水產廳852人（其中女性112人）
依據行政機關職員定員令，農林水產省員額包含特別職1人在內共為2萬1,013人。本省與各外局別員額依省令農林水產省定員規則規定，分別為本省1萬5,377人、林野廳4,768人、水產廳892人。
2018年度預算員額為特別職7人、一般職2萬652人，共計2萬659人。除此之外還有特別會計食料安定供給特別會計的預算員額337人。一般會計預算員額細分如下。
- 農林水產省本省 - 15,042人（其中特別職7人）
- 林野廳 - 4,749人
- 水產廳 - 868人

農林水產省一般職職員為非現業國家公務員，勞動基本權中的爭議權與團體協約締結權不受國家公務員法認可。由於具有團結權，職員可依國公法規定自由成立或加入勞動組合「職員團體」（國公法第108條之2第3項）。
2018年3月31日現在人事院登錄的職員團體有2個單一體、197個支部。人數1萬2558人，組織率72.6%。其組織率是12府省2院中最高，遠高於全體平均的44.3%。單一體職員團體有全農林勞動組合與全國林野關連勞動組合（林野勞組）。全農林涵蓋除國有林野事業以外的所有省相關機關，林野勞組則由國有林野事業職員與作業員組成。前者是國公關連勞動組合聯合會（國公連合）、後者是全日本森林關連產業勞動組合聯合會（森林勞連）成員，兩組織皆是連合成員。全農林透過國公連合、林野勞組直接加盟連合系的官公勞協議會公務公共服務勞動組合協議會（公務勞協）。

## 文宣
農林水產省編撰的白皮書為《食料・農業・農村白書》、《森林・林業白書》與《水產白書》，分別由《食料、農業、農村基本法》、《森林・林業基本法》與《水產基本法》規定，收錄向國會報告的報告書與今後施政文書。報告書、文書必須採納對應的審議會意見。
定期刊行的文宣有農林水產本省的月刊「aff（あふ）」、林野廳的月刊「林野」、水產廳的月刊「漁政之窗」。

## 幹部職員
一般職幹部如下。
- 事務次官： 末松廣行
- 農林水產審議官： 大澤誠
- 大臣官房長： 枝元真徹
- 総括審議官： 浅川京子
- 国際部長： 水野政義
- 検査・監察部長： 德田正一
- 統計部長： 大杉武博
- 消費·安全局長：
- 食料產業局長： 鹽川白良
- 生產局長： 水田正和
- 畜產部長： 渡邊毅
- 經營局長： 横山紳
- 農村振興局長： 牧元幸司
- 農村振興局次長： 奥田透
- 農村政策部長： 村井正親
- 整備部長： 安部伸治
- 政策統括官：天羽隆
- 農產部長： 平形雄策
- 農林水產技術會議事務局長： 菱沼義久
- 林野廳長官： 本鄉浩二
- 林野廳次長： 太田豐彦
- 林政部長：前島明成
- 森林整備部長： 小坂善太郎
- 國有林野部長： 織田央
- 水產廳長官： 山口英彰
- 水產廳次長： 保科正樹
- 漁政部長：森健
- 資源管理部長： 神谷崇
- 增殖推進部長： 黒萩真悟
- 漁港漁場整備部長： 吉塚靖浩